# Pete Lovely
Pete Lovely (n. 11 aprilie 1926, Livingston⁠(d), Montana, SUA – d. 15 mai 2011, Tacoma, Washington, SUA) a fost un pilot de Formula 1. De-a lungul carierei a luat startul în 7 curse, niciuna din pole-position. Nu a câștigat nicio cursă și nu a terminat niciodată pe podium, acumulând 0 puncte în întreaga activitate ca pilot de Formula 1.